# Templo de Apolo Palatino
O Templo de Apolo Palatino (Apollo Palatinus) foi um templo no Monte Palatino na Roma Antiga, qual foi primeiro dedicado por Augusto para seu deus patrono Apolo. Foi apenas o segundo templo em Roma dedicado para o deus, após o Templo de Apolo Sosiano. Era situado próximo para o Templo de Cibele. Antes das escavações em 1956, pensava-se que esses restos pertenciam ao Templo de Júpiter Vitorioso.

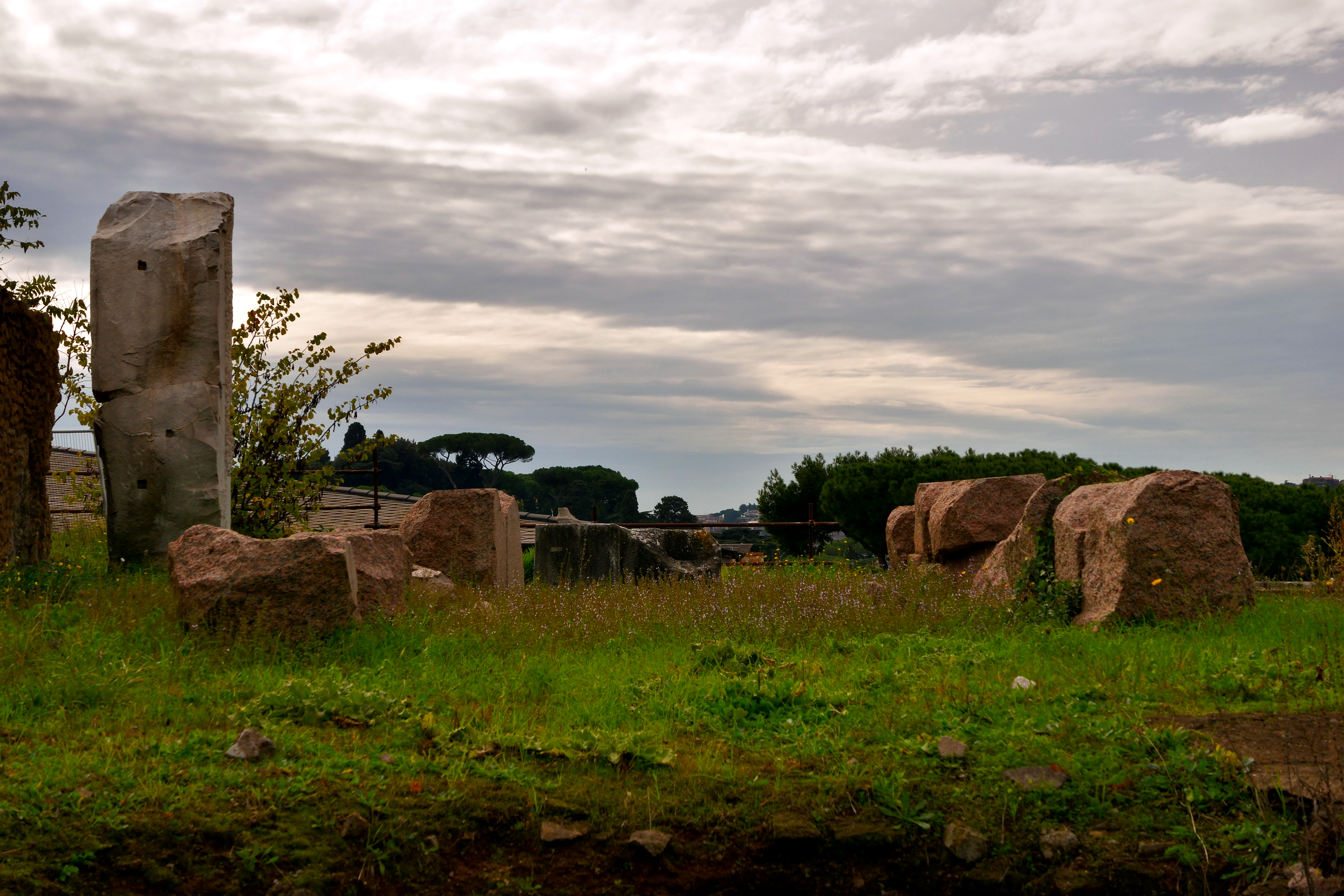
Fragmentos do Templo de Apolo Palatino.

## História

### Antiguidade
O templo foi dedicado por Otaviano em 36 a.C., durante sua campanha contra Sexto Pompeu. Ele prometeu erguer um templo dedicado para Apolo se ele permitisse ser vitorioso na batalha naval de Nauloco. Ele dedicou este templo uma segunda vez antes da Batalha de Áccio em 31 a.C.
A localização de sua construção foi decidida sob o Palatino, para um lugar atingido por um raio (milagre atribuído ao mesmo Apolo) tornado público, em proximidade da residência de Augusto. Apolo era uma divindade estrangeira, seu culto sempre foi excluído até então aos limites do Pomœrium. O santuário está intimamente ligado para a Domus Augusti, ligados uns aos outros pelos salões e os corredores abobadados, decorados de afrescos.
O templo foi dedicado em 9 de outubro de 28 a.C. Após a construção do templo, os Livros Sibilinos são transferidos desde o Templo de Júpiter Capitolino, e colocados no pedestal da estátua de Apolo.
A cerimônia dos ludi saeculares, reinstaurada e desenvolvida por Augusto em 17 a.C., se ocorre em parte no templo. O senado se reunia frequentemente durante o reinado de Augusto, sinal de que o poder passou para as mãos do princeps.
O templo foi destruído por um incêndio, em 19 de março de 363, mas os Livros Sibilinos foram salvos.

### Época moderna
As escavações arqueológicas desenterraram os vestígios do templo perto da Domus Augusti a partir de 1865 sob a direção de Pietro Rosa, em seguida, em 1870, em 1937 sob a direção de Alfonso Bartoli e depois em 1956 as escavações de Gianfilippo Carettoni. Depois em 1968, em uma descoberta próxima do templo dos fragmentos de placas de terracota decoradas de relevos que eram fixadas na arquitrave, como acontece com os antigos templos etruscos. Os relevos mostram os temas que se repetem (as figuras de divindades ou de canáceas), com os traços de pigmentos de violetas, rosas e turquesas.

### Vestígios
Se a identificação do templo com as ruínas que se encontram imediatamente ao sul da Domus Augusti estiver correta, o resto dos vestígios do templo do pódio que datam do período augustano com um lance de escadas sob a costa sudoeste. O piso de mármore ainda é visível em alguns lugares. Perto do templo também foram encontrados os fragmentos de uma coluna e de um capitel coríntio.
A descoberta sob o templo de traços de casas ao solo ornadas de mosaicos datadas da República confirma a datação augustana do templo e invalida uma hipótese que identifica ao Templo de Júpiter Vitorioso datado de 295 a.C.

## Descrição
Em sua Elegia, Propércio deixa uma descrição admirativa do templo:

Tu me perguntas porque me fizeste esperar? É que o divino Augusto há pouco abriu o magnífico pórtico de Apolo. [...] Ao meio do pórtico se eleva, em mármore, o templo, que Apolo prefere por Délos, onde ele nasceu. Eles admiram sob o cume de uma carruagem do Sol em ouro; e a porta dupla, nobres restos do elefante de África, que representou um dos lados dos gauleses precipitados das alturas do Parnaso, do outro a morte cruel da infeliz Níobe. Finalmente Apolo, vestindo uma túnica flutuante, fez soar suas canções entre sua irmã e sua mãe.
—Propércio (tradução de J. Genouille, 1834, ver em linha), Elegia, livro II, XXXI.

### Arquitetura exterior
A estrutura do templo, que ocupa a parte norte do terraço da Area Apollinis, não é conhecida com exatidão. É talvez prostilo hexastilo, períptero octastilo, ou novamente hexastilo pseudo-períptero. Está constituído de grandes blocos de mármore branco de Luna. Fica em um alto pódio feito de blocos de tufa e travertinos. Se os fragmentos de colunas encontrados sob o sítio forem de propriedade daquele templo, se pode restituir como hexastilo pseudo-períptero com um pronau profundo de três colunas. Sete colunas são metade envolvidas nas longas paredes exteriores da cella. As colunas coríntias possuem 24 flautas. São de alturas de 14,5 metros e um diâmetro de 1,45 metros. O espaçamento entre as colunas é igual ao triplo de seu diâmetro. 
Os acrotérios são ornados de uma biga conduzida pelo Sol e as estátuas de Búpalo e de Atênis. As portas da cella são decoradas com baixos-relevos de márfim. Em uma das portas está representada a expulsão de Delfos dos Gálatas e por outros, o destino dos nióbidas, fruto do trabalho das esculturas de Búpalo e Atênis. 
Em frente do templo se encontra uma estátua de mármore de Apolo colocada sob um pedestal ornada de carneiros e um altar rodeado de quatro novilhas em bronze de Míron relatados de Atenas por Augusto. Uma estátua de Hércules, cópia de uma obra de Lísipo, acompanhada. As estátuas de Míron são transferidas ao Templo da Paz após sua construção por Vespasiano.
| |  |  |
| Plano da residência de Augusto e do complexo dedicado para Apolo que é adjunto (à direita, plano simplificado, à esquerda, plano mais detalhado. |  |  |

### Decoração interior
Ao interior da cella se encontra uma estátua de Apollo Citharoedus (Apolo tocador de lira), provavelmente do escultor Escopas, relacionado de Ramunte em Ática, uma de Ártemis esculpida por Timóteo (mas cuja cabeça foi reformulada por Caio Aviano Evandro) e uma estátua de Latona por Cefisódoto. O templo é uma espécie de museu: se pode admirar as estátuas das noves musas, talvez cópias de celas presentes no Templo de Apolo Sosiano sob o Campo de Marte, e uma coleção de objetos preciosos: as joias oferecidas por Marcelo, os tripés de ouro dedicados por Augusto e um lustre relacionado ao Templo de Apolo de Cime.

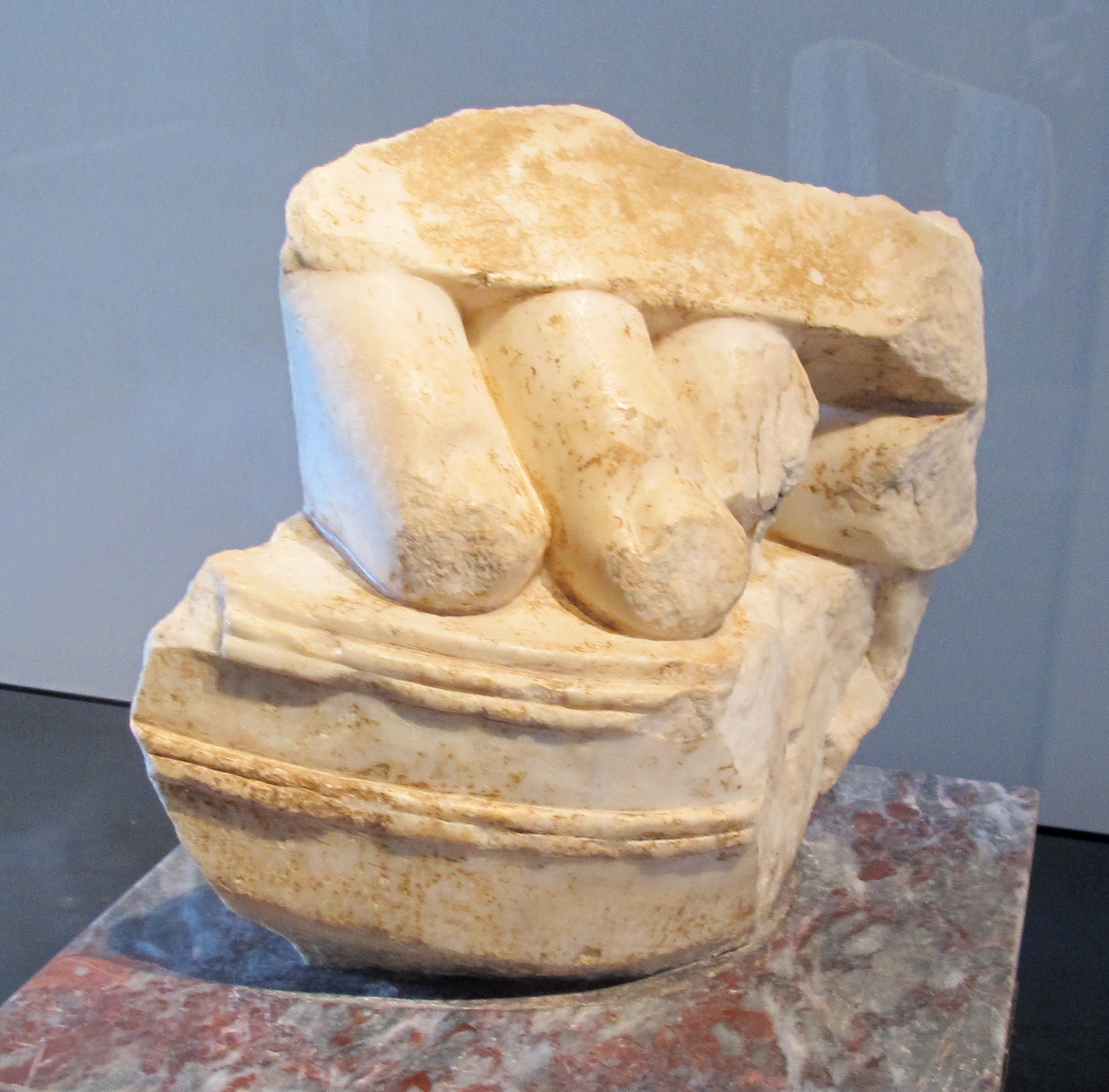
Fragmento do pé da estátua de Apolo Palatino.
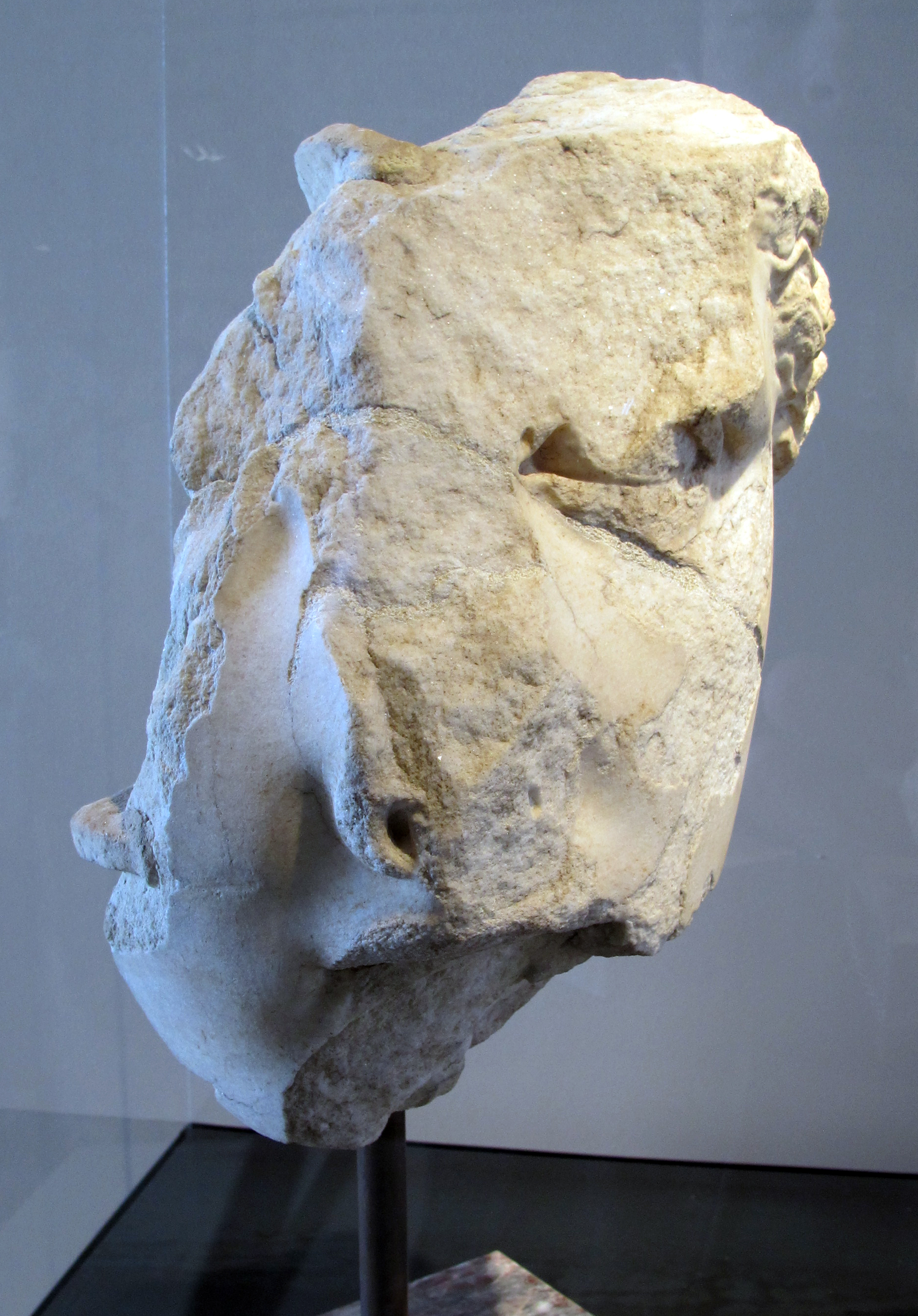
Fragmento da cabeça da estátua.

## Esculturas

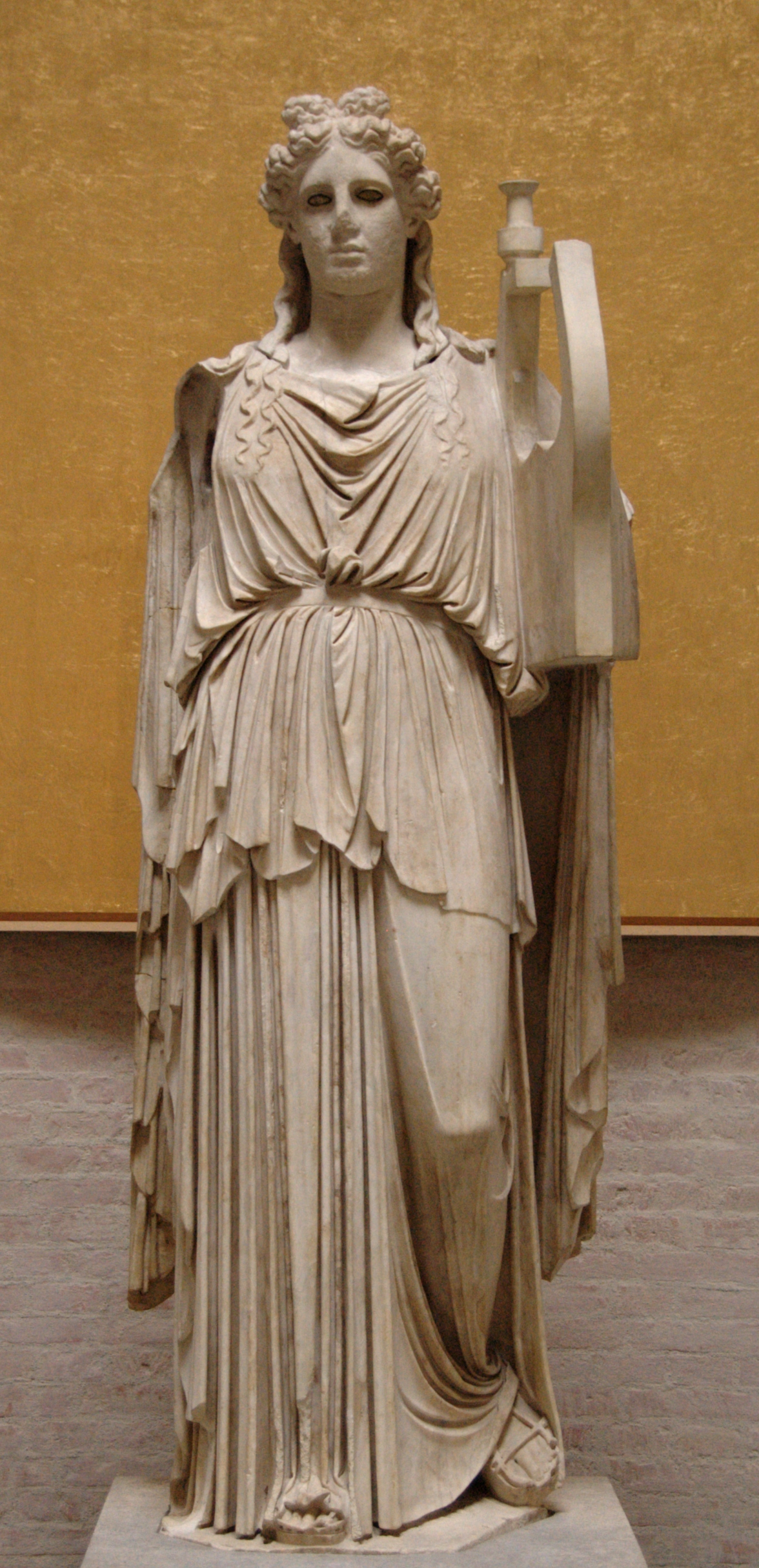
O chamado “Apolo Barberini”, provável cópia da estátua de culto no templo de Apolo Palatino em Roma, século I-II, Gliptoteca de Munique (Inv. 211)

As antigas fontes afirmam que o templo tinha portas de marfim e possuía numerosas obras de escultura. O frontão incluiu dois baixos-relevos de caçada aos Gálatas, de Delfos, e a arte de Quios do século VI a.C., com esculturas dos nióbidas por Búpalo e Atênis. O grupo de culto na cela incluía uma estátua de Apolo Citaredo, possivelmente por Escopas e talvez do santuário de Apolo em Ramunte em Ática, uma escultura de Diana, por Timóteo; e uma de Latona, esculpida por Cefisódoto. Em prateleiras na base da estátua de Apolo eram colocados os Livros Sibilinos, transferidos aqui do Templo de Júpiter no Capitólio (cf. Suetônio, Div. Aug. 31.3).
O templo foi rodeado por um pórtico (o pórtico das Danaides) com colunas em mármore amarelo 'giallo antico', e com estátuas de mármore preto das cinquenta Danaides entre os eixos das colunas, uma escultura de Dánao com sua espada desembainhada, e estátuas equestres dos filhos do Egito.

## AArea Apollinis
O templo era circundado por um pórtico (portico delle Danaidi) com colunas em mármore amarelo antigo e com as estátuas das cinquenta filhas de Danaides inseridas entre os troncos, a efígie de Dánao com a espada empunhada e a estátua equestre dos filhos do Egito.
Em frente ao templo (Area Apollinis) havia um altar ladeado por esculturas do Rebanho de Míron e uma estátua de Apolo em mármore grego (que foi encontrada e que não parecia ser a estátua de culto), colocada sob uma base ornada rostos.
A adjacente biblioteca (Bibliotheca ad Apollinis), segundo a Forma Urbis Severiana, era constituída de dois salões absidais, com as paredes ornadas por uma ordem de colunas: os escassos restos são pertinentes para uma reforma de Domiciano.
A casa privada de Otaviano era diretamente ligada ao terraço do santuário por meio de corredores abobadados e afrescos. Essa estreita ligação entre o santuário e a casa do princeps, que dominavam sob o Circo Máximo, repete os padrões já presentes nas residências dinásticas helenísticas.